# 1955 год в истории железнодорожного транспорта
1955 год в истории железнодорожного транспорта

## События
- 5 января закончена электрификация и открыто движение электросекций по участку Гучково — Новоиерусалимская Рижского направления МЖД.
- в ночь с 28 на 29 марта электровозы CC 7107 и BB 9004 на линии Бордо — Ирун установили абсолютный рекорд скорости среди поездов — 331 км/ч.
- 9 июля открылась Минская детская железная дорога им. К. С. Заслонова.
- B СССР на Коломенском тепловозостроительном заводе изготовлена газотурбинная установка для нового типа локомотива.[1]

## Новый подвижной состав
- В Швеции на заводах компании Allmänna Svenska Elektriska Aktiebolaget начался выпуск электровозов серии Rapidlok.